# کوکیین
کوکیین (به صربی: Kukljin) یک منطقهٔ مسکونی در صربستان است که در کروشواتس واقع شده‌است. کوکیین ۱٬۷۹۴ نفر جمعیت دارد.